# 博爾特尼基 (法斯蒂夫區)
50°0′11″N 29°54′10″E / 50.00306°N 29.90278°E
博爾特尼基（烏克蘭語：Бортники）是位於烏克蘭北部的村莊，由基辅州法斯蒂夫區的法斯蒂夫市鎮負責管轄。該村面積2.98平方公里，海拔高度190米，2001年人口260，人口密度每平方公里87.3人。